# Cabuyaro (ort)
Cabuyaro är en ort i Colombia.   Den ligger i departementet Meta, i den centrala delen av landet, 150 km öster om huvudstaden Bogotá. Cabuyaro ligger 165 meter över havet och antalet invånare är 1 140.
Terrängen runt Cabuyaro är mycket platt. Runt Cabuyaro är det mycket glesbefolkat, med 6 invånare per kvadratkilometer. Det finns inga andra samhällen i närheten. Omgivningarna runt Cabuyaro är en mosaik av jordbruksmark och naturlig växtlighet.